# Согэцу
Согэцу (草月)— одно из направлений икэбаны.

## История

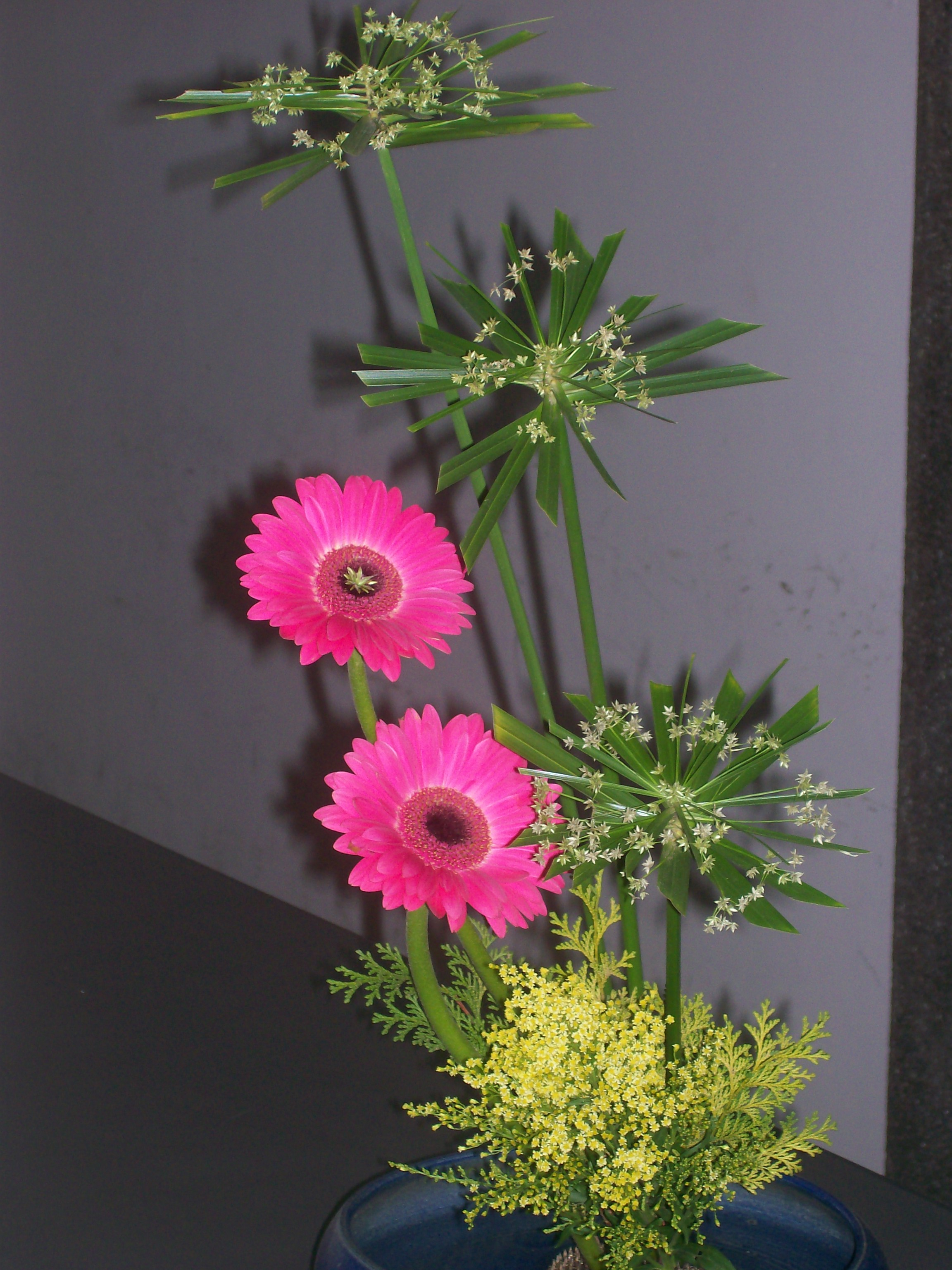
Икэбана Согэцу. Свободная форма.

Школа Согэцу (яп. 草月 — «Трава и Луна») — наиболее современная из школ, возникла в 1927 году. Считается авангардной школой икэбаны. Основатель школы — художник и скульптор Софу  Тэсигахара.
Основное отличие этой школы — применение в икэбане не только цветов и растений. Приветствуется использование камней, ткани, металла, пластика и других видов неживого материала, сочетая их с различными природными материалами, цветами и растениями из любой точки земного шара. Такими композициями можно украшать не только помещения, но и выставлять на улицах, в парках, в метро.
Кредо школы — икэбана может создаваться из чего угодно, где угодно, кем угодно. Главное — свобода творчества.
Икэбана «Согэцу» может быть миниатюрной и возникнуть мгновенно, на едва уловимых образах, а может оказаться крупным объектом в саду, требующим кропотливого и долгого труда, или даже самим садом…
Замечательные объекты для сада в виде беседок, лабиринтов, инсталляций, имитирующих водопады, фонтаны, арки создавал из бамбука Хироси Тэсигахара — сын Софу и продолжатель его идей, положенных в основу икэбаны «Согэцу». Будучи разносторонне одаренным человеком — кинорежиссер (автор оскароносного фильма «Женщина в песках»), керамист, каллиграф и философ — он играл с бамбуком, как художник с кистью — виртуозно и легко. Он сгибал его, резал, красил, обнажая внутреннюю сущность и открывая неожиданные возможности этого традиционного для Японии материала.
В 2002 году Хироси скончался, но эстафету поколений подхватила его дочь — Аканэ Тэсигахара. Прекрасный колорист и замечательный педагог, она обучает детей искусству икэбаны. Её работы отличаются особым изяществом и колоритом.
Сегодня школа «Согэцу» насчитывает более миллиона членов, являясь одной из самых популярных в Японии и за её пределами. В Москве работают два филиала школы и ежегодно проводятся выставки, в которых принимают участие как дипломированные мастера икэбаны, так и их ученики.

## Основные правила построения
В отличие от традиционной Икэнобо, икэбана Согэцу строится всего из трех главных элементов Сюси (主枝):
- Син (真) — олицетворяет небо (мужское начало, дух)
- Соэ (副) — олицетворяет землю (женское начало, душа)
- Хикаэ (控) — олицетворяет человека (дитя, творчество)

Высота и длина элементов соотносятся с размером вазы и пропорциональны друг другу.
Основная принятая пропорция — 2 х 3.
Длина Син в 2,5 раза больше размера вазы (размер=диаметр+высота). Длина Соэ = 3/4 длины Син. Длина Хикаэ = 3/4 длины Соэ. К главным элементам добавляются усиливающие их вспомогательные элементы Дзюси (従枝).
Различают два стиля икэбаны:
- Нагэирэ (投げ入れ) - композиция в высокой вазе
- Морибана (盛り花) - композиция в низкой вазе

В соответствии с так называемой «диаграммой стилей», жестко определяющей углы наклона ветвей и цветов по отношению друг к другу и вазе, варианты нагэирэ и морибана бывают вертикальными, наклонными и горизонтальными, плюс их зеркальные отражения.
Для построения крупных интерьерных и ландшафтных инсталляций диаграмма стилей не применяется, а мастер руководствуется пропорцией и так называемым принципом соответствия духу времени.